# حجرک
روستای حجرک یا هجرک، روستایی است در دهستان برون از توابع بخش مرکزی شهرستان فردوس قرار دارد.